# علی فتحی اوکیار
علی فتحی اوکیار (انگلیسی: Fethi Okyar؛ زاده ۲۹ آوریل ۱۸۸۰ درگذشته ۷ مهٔ ۱۹۴۳) یک سیاست‌مدار اهل ترکیه بود.علی فتحی اوکیار درحالی که ۶۳سال سن داشت،درگذشت.